# Tuberocephalus liaoningensis
Tuberocephalus liaoningensis är en insektsart. Tuberocephalus liaoningensis ingår i släktet Tuberocephalus och familjen långrörsbladlöss. Inga underarter finns listade i Catalogue of Life.